# Сусило Бамбанг Юдойоно
Сусило Бамбанг Юдойоно (на индонезийски: Susilo Bambang Yudhoyono) е индонезийски военен офицер, политик и шести президент на Индонезия от 2004 до 2014 г.
Юдойоно е роден в заможно яванско семейство с аристократичен произход. Следвайки стъпките на баща си, който е военен офицер, той се присъединява към армията, след като завършва Индонезийската военна академия през 1973 г. Бързото му издигане в йерархията е спомагано от женитбата му с Кристиани Херауати, която е дъщеря на влиятелен генерал. Като офицер, Юдойоно набавя ценен опит в чужбина, преминавайки курс за пехотен офицер в армията на САЩ през 1980-те години. Освен това той получава магистърска степен по бизнес администрация от университета Уебстър в Мисури през 1991 г. Завършва и докторантура по икономика от Селскостопанския университет в Богор през 2004 г.
През 1995 г. Юдойоно служи като главен военен наблюдател от Индонезия за Международните сили на ООН за поддържане на мира в Босна и Херцеговина. По-късно е назначен за ръководител на щаба на армията по социалните и политически въпроси. През 2000 г. прекратява военната си служба с ранг генерал-лейтенант. От 2000 до 2004 г. служи на високопоставени длъжности в правителствата на Абдураман Уахид и на Мегауати Сукарнопутри. През 2002 г. учредява Демократическата партия на Индонезия, която се превръща в неговата политическа движеща сила през остатъка от политическата му кариера.
Юдойоно печели президентските избори през 2004 г., побеждавайки вече действащата като президент Мегауати Сукарнопутри. На 20 октомври 2004 г. встъпва в длъжност. През 2009 г. се кандидатира отново и бързо печели с мнозинство. На 20 октомври 2014 г. е наследен като президент от Джоко Уидодо, от когото губи изборите тази година.